# Vitpunkt

Diagram som visar vitpunktens läge i CIEs kromaticitetsdiagram.

Vitpunkten är den ljusaste tonen i ett fotografi eller annan bild. Tillsammans med svartpunkten styr den bildens kontrast. Termen används bland annat vid digitalfotografering.
En bilds vitpunkt är motsvarande - där bilden är som ljusast.
Begreppet vitpunkt – och svart- och gråpunkt – används också vid skärmkalibrering.

## Läs mera
- Bildredigering: Svart- och vitpunkt hos kamerabild.se.